# Awlona
Awlona (gr. Αυλώνα, tur. Gayretköy) – wieś na Cyprze, w dystrykcie Nikozja.